# Tapolca–Zalahaláp-vasútvonal
A MÁV 226-os számú Tapolca–Zalahaláp-vasútvonala egy egyvágányú, nem villamosított, hosszú időn keresztül kizárólag teherforgalmú nagyvasúti szárnyvonal Veszprém vármegyében.

## Jellemzői

Térképrészlet, amely a vonalat is mutatja

A rövid, mindössze 5 km hosszú vasútvonal Tapolca északi részén ágazik ki a Balatonszentgyörgy–Tapolca–Ukk-vasútvonalból. Ezt követően áthalad a Keszthelyi úton, majd északkeleti irányba fordul, és a Sümegi utat keresztezve elhagyja a települést. Egyéb falvak érintése nélkül egyenesen Zalahalápra ér, és annak külterületén végződik Zalahaláp teherpályaudvarnál.
Érdekesség, hogy három iparvágánnyal is rendelkezik a vonal:
- Tapolcán van egy iparvágány-kiágazása a Tapolca Rockwool Hungary Kft. telephelyére.
- Zalahalápon van egy iparvágány-kiágazása a BEFAG Parkett Kft. telephelyére.
- Zalahalápon van egy iparvágány-kiágazása az Assmont Steel Hungária Kft. telephelyére.

A vonalon kizárólag teherszállítás folyt, de már az is megszűnt 2010 előtt.

## Videófelvétel
- https://www.youtube.com/watch?v=SsKXKGt0S0k